# Richard Coles
Richard Coles (Northampton, Inglaterra; 26 de marzo de 1962) es un periodista, músico británico que también ejerce como vicario de la Iglesia de Inglaterra. Es más conocido por su participación como multiinstrumentista en el grupo de pop de los años 1980 The Communards, liderado por Jimmy Somerville. Fue educado en el King's College de Londres.

## Carrera musical
Coles había tocado previamente el clarinete en la canción "It Ain't Necessarily So" (1984) que resultó ser un hit de los Bronski Beat, donde Somerville era la voz líder. Al año siguiente, Somerville dejó la banda para unirse a Coles y formar The Communards.
El proyecto musical de The Communards duró tres años y colocó tres hits en el top 10 británico, incluyendo una versión muy vendida del tema "Don't Leave Me This Way", el cual fue número 1 por cuatro semanas. Luego de su separación en 1988, Sommerville decidió convertirse en solista.
Richard Coles fue el narrador de la película Jer USA lem, de The Style Council.

## Actividades periodísticas
Coles se decidió a trabajar en su faceta como escritor y periodista, realizando aportes notables en el The Times Literary Supplement y el Catholic Herald. En 1994 apareció como invitado en el programa de la BBC: Have I Got News For You.

## Actividad religiosa
Luego de una exitosa carrera en los medios de comunicación, Coles fue seleccionado para el sacerdocio en la Iglesia de Inglaterra. Su formación comenzó en el monasterio College of the Resurrection, en Mirfield, West Yorkshire, Inglaterra, antes de comenzar a trabajar en el curato de la iglesia de St. Boltoph, en Boston, Lincolnshire. Posteriormente fue destinado a la iglesia de San Pablo, en el elegante barrio londinense de Knightsbridge. También es capellán de la Royal Academy of Music.
Coles continúa haciendo trabajos ocasionales en el área de la radiodifusión, incluyendo el programa de radio Nightwaves en la BBC Radio 3, el cual conducía anteriormente, y Newsnight Review en la cadena BBC2. En mayo de 2008 Coles participó como panelista en el juego radial Heresy, emitido por BBC Radio 4. También ha sido habitualmente el conductor invitado del programa Saturday Live emitido por BBC Radio 4, en especial desde que la presentadora habitual del programa, Fi Glover, debió tomarse licencia por maternidad durante el verano europeo de 2008.